# Прапор Жвирки
Пра́пор Жвирки — офіційний символ селища Жвирка Львівської області, затверджений 17 листопада 2000 року сесією Жвирківської селищної ради.
Автор — А. Гречило.

## Опис прапора
Квадратне полотнище, з верхнього кута від древка йде діагональна біла смуга (завширшки в 1/5 сторони прапора), у верхньому синьому полі жовтий сокіл із розгорнутими крильми, у нижньому зеленому — покладені навхрест жовті молоток і розвідний ключ.

## Зміст
На прапорі біла смуга означає ріку Західний Буг, яка відділяє селище від Сокаля. Залізнична емблема вказує на причину виділення Жвирки як окремого поселення з розвитком залізничної станції. 